# Badminton-Weltmeisterschaft für Behinderte 2017
Die XI. Badminton-Weltmeisterschaft für Behinderte, offiziell BWF Para-Badminton World Championships 2017, fand vom 22. bis 26. November 2017 im Dongchun Gymnasium im südkoreanischen Ulsan statt. Mehr als 270 Athleten aus 41 Ländern kämpften in 22 Wettbewerben um Medaillen.

## Wettbewerbe
| Disziplin    | Klasse    | Gold                                  | Silber                            | Bronze                                       | Bronze                                            |
| ------------ | --------- | ------------------------------------- | --------------------------------- | -------------------------------------------- | ------------------------------------------------- |
| Herreneinzel | SH6       | Jack Shephard                         | Krysten Coombs                    | Didin Taresoh                                | Wong Chun Yim                                     |
| Herreneinzel | SL3       | Ukun Runaendi                         | Manoj Sarkar                      | Pramod Bhagat                                | Chen Xiaoju                                       |
| Herreneinzel | SL4       | Lucas Mazur                           | Fredy Setiawan                    | Siripong Teamarrom                           | Sukant Kadam                                      |
| Herreneinzel | SU5       | Cheah Liek Hou                        | Suryo Nugroho                     | Taiyo Imai                                   | Bartłomiej Mróz                                   |
| Herreneinzel | WH1       | Lee Sam-seop                          | Qu Zimao                          | Lee Dong-seop                                | Thomas Wandschneider                              |
| Herreneinzel | WH2       | Kim Jung-jun                          | Kim Kyung-hoon                    | Madzlan Saibon                               | Ho Yuen Chan                                      |
| Dameneinzel  | SH6       | Rachel Choong                         | Carmen Giuliana Póveda Flores     | Maria Bartusz                                | Rebecca Bedford                                   |
| Dameneinzel  | SL3       | Parul Dalsukhbhai Parmar              | Kamtam Wandee                     | Manasi Girishchandra Joshi                   | Darunee Henpraiwan                                |
| Dameneinzel  | SL4       | Cheng Hefang                          | Leani Ratri Oktila                | Ma Huihui                                    | Khalimatus Sadiyah Sukohandoko                    |
| Dameneinzel  | SU5       | Ayako Suzuki                          | Yang Qiuxia                       | Cathrine Rosengren                           | Mamiko Toyoda                                     |
| Dameneinzel  | WH1       | Li Hongyan                            | Jing Zhang                        | Sujirat Pookkham                             | Son Ok-cha                                        |
| Dameneinzel  | WH2       | Liu Yutong                            | Xu Tingting                       | Lee Sun-ae                                   | Amnouy Wetwithan                                  |
| Herrendoppel | SH6       | Man Kai Chu Wong Chun Yim             | Krysten Coombs Jack Shephard      | Mark Joseph Dharmai Raja Magotra             | Alexander Mekhdiev Fabien Morat                   |
| Herrendoppel | SL3-4     | Ukun Rukaendi Hary Susanto            | Chen Xiaoju Yang Jianyuan         | Siripong Teamarrom Mathieu Thomas            | Chawarat Kitichokwattana Umesh Vikram Kumar       |
| Herrendoppel | SU5       | Suryo Nugroho Wei Ming Tay            | Cheah Liek Hou Hairol Fozi Saaba  | Raj Kumar Rakesh Pandey                      | Kim Gi-yeon Shin Kyung-hwan                       |
| Herrendoppel | WH1-2     | Kim Jung-jun Lee Sam-seop             | Choi Jung-man Kim Sung-hun        | Junthong Dumnern Homhual Jakarin             | Kim Kyung-hoon Lee Dong-seop                      |
| Damendoppel  | SH6       | Rebecca Bedford Rachel Choong         | Maria Bartusz Emma Farnham        | Randika Doling Carmen Giuliana Póveda Flores | Daria Bujnicka Oliwia Szmigiel                    |
| Damendoppel  | SL3-4/SU5 | Parul Dalsukhbhai Parmar Akiko Sugino | Cheng Hefang Ma Huihui            | Noriko Ito Mamiko Toyoda                     | Leani Ratri Oktila Khalimatus Sadiyah Sukohandoko |
| Damendoppel  | WH1-2     | Li Hongyan Fan Yang                   | Sujirat Pookkham Amnouy Wetwithan | Ikumi Fuke Yuma Yamazaki                     | Liu Yutong Jing Zhang                             |
| Mixed        | SH6       | Andrew Martin Rachel Choong           | Fabien Morat Rebecca Bedford      | Raja Magotra Ruhi Satish Shingade            | Niall McVeigh Carmen Giuliana Póveda Flores       |
| Mixed        | SL3-4/SU5 | Hary Susanto Leani Ratri Oktila       | Yang Jianyuan Yang Qiuxia         | Marcel Adam Katrin Seibert                   | Toshiaki Suenaga Akiko Sugino                     |
| Mixed        | WH1-2     | Homhual Jakarin Amnouy Wetwithan      | Lee Sam-seop Lee Sun-ae           | Mai Jianpeng Li Hongyan                      | Kim Jung-jun Kang Jung-kum                        |

## Medaillenspiegel
| Platz | Land                | Gold | Silber | Bronze | Gesamt |
| ----- | ------------------- | ---- | ------ | ------ | ------ |
| 1     | Volksrepublik China | 4    | 7      | 4      | 15     |
| 2     | England             | 4    | 2,5    | 1      | 7,5    |
| 3     | Indonesien          | 3,5  | 3      | 2      | 8,5    |
| 4     | Südkorea            | 3    | 3      | 6      | 12     |
| 5     | Indien              | 1,5  | 1      | 6,5    | 9      |
| 6     | Japan               | 1,5  | 0      | 5      | 6,5    |
| 7     | Thailand            | 1    | 2      | 6      | 9      |
| 8     | Malaysia            | 1    | 1      | 2      | 4      |
| 9     | Frankreich          | 1    | 0,5    | 1      | 2,5    |
| 10    | Hongkong            | 1    | 0      | 2      | 3      |
| 11    | Singapur            | 0,5  | 0      | 0      | 0,5    |
| 12    | Peru                | 0    | 1      | 1      | 2      |
| 13    | Polen               | 0    | 0,5    | 3      | 3,5    |
| 14    | Irland              | 0    | 0,5    | 0,5    | 1      |
| 15    | Deutschland         | 0    | 0      | 2      | 2      |
| 15    | Dänemark            | 0    | 0      | 1      | 1      |
| 17    | Sri Lanka           | 0    | 0      | 0,5    | 0,5    |
| 17    | Russland            | 0    | 0      | 0,5    | 0,5    |
| Summe | Summe               | 22   | 22     | 44     | 88     |